# Xã Scott, Quận Montgomery, Indiana
Xã Scott (tiếng Anh: Scott Township) là một xã thuộc quận Montgomery, tiểu bang Indiana, Hoa Kỳ. Năm 2010, dân số của xã này là 837 người.